# Najevi
Najevi falu Horvátországban Split-Dalmácia megyében. Közigazgatásilag Marinához tartozik.

## Fekvése
Split központjától légvonalban 25, közúton 38 km-re, Trogirtól 11 km-re nyugatra, községközpontjától 3 km-re északkeletre, Dalmácia középső részén fekszik.

## Története
A település nevét az itt élő Najev családról kapta. Hosszú ideig a tőle nyugatra fekvő Gustirna településrésze volt és csak 2001-től számít teljesen önálló településnek. Lakossága 2011-ben 42 fő volt.

## Lakosság
| Lakosság változása | Lakosság változása | Lakosság változása | Lakosság változása | Lakosság változása | Lakosság változása | Lakosság változása | Lakosság változása | Lakosság változása | Lakosság változása | Lakosság változása | Lakosság változása | Lakosság változása | Lakosság változása | Lakosság változása | Lakosság változása |
| ------------------ | ------------------ | ------------------ | ------------------ | ------------------ | ------------------ | ------------------ | ------------------ | ------------------ | ------------------ | ------------------ | ------------------ | ------------------ | ------------------ | ------------------ | ------------------ |
| 1857               | 1869               | 1880               | 1890               | 1900               | 1910               | 1921               | 1931               | 1948               | 1953               | 1961               | 1971               | 1981               | 1991               | 2001               | 2011               |
| 0                  | 0                  | 0                  | 0                  | 0                  | 0                  | 0                  | 0                  | 0                  | 123                | 133                | 160                | 0                  | 0                  | 42                 | 42                 |

(1953-tól  településrésznek számított. 1981-ben és 1991-ben lakosságát Gustirnához számították.)

## Nevezetességei
- Szent József tiszteletére szentelt kápolnája a Vrsina felé eső határában található. 2008-ban építtette Milan Rinčić családja az olajfaültetvényük falába. Szent József szobrát Renato Sartori faragta kőbe.[4]
- Smokvina nevű településrészén áll a Szent Lúcia kápolna, melyet a szent ünnepén 2011 december 13-án szenteltek fel. Építtetője az azóta elhunyt Kaja Najev volt.[4]
- Platina nevű településrészén egy olajfaültetvény falában található a Jézus Szíve kápolna. Építtetője Zoran Rinčić volt, felszentelése 2003-ban történt. A Jézus Szíve szobor Zdenko Vrdoljak alkotása.[4]